# Tatort: Mord in der Akademie
Mord in der Akademie ist ein Fernsehfilm aus der Krimireihe Tatort. Es ist der siebte Fall der Düsseldorfer Ermittler Flemming, Koch und Ballauf und die 290. Tatortfolge. Der vom Westdeutschen Rundfunk produzierte Beitrag wurde am 24. April 1994 auf Das Erste zum ersten Mal gesendet. Flemming und sein Team haben es mit dem Mord an einem bisexuellen Kunststudenten zu tun.

## Handlung
Der Leiter der Gipswerkstatt der Düsseldorfer Kunstakademie, Heinz Joesges, entdeckt auf einer Party die Kunststudenten Till Bornemann und Pia Erzberger in intimer Zweisamkeit. Joesges verlässt entsetzt das Institut, am nächsten Tag erfährt er, dass er HIV-positiv getestet wurde.
Später wird Till in der Akademie von einem Maskierten mit einer Drahtschlinge ermordet. Pia, die Till Modell gestanden hat und während des Mordes eine Gipsmaske trug, erzählt dem hinzukommenden Joesges und der Polizei, dass es der Kommilitone Gereon Müller gewesen sein müsse, da Till seinen Mörder namentlich angesprochen habe. Die Beamten nehmen Gereon fest, dieser hat kein Alibi, bestreitet aber die Tat vehement. Hauptkommissar Flemming hat erhebliche Zweifel an der Täterschaft Gereons, da weder Fingerabdrücke auf der Tatwaffe noch Fußspuren am Tatort zu diesem passen. Zudem ergibt es keinen Sinn, dass er die Ohrenzeugin des Mordes am Leben gelassen hat, nachdem sein Name von Till genannt worden war.
Die weiteren Ermittlungen ergeben, dass Till sowohl Pias Freund war als auch homosexuelle Kontakte hatte. Bei seinen Kommilitonen war er wegen seiner herablassenden Art nicht sonderlich beliebt. Flemming lernt in der Akademie zufällig den homosexuellen Gerd „Greta“ Kosminski kennen, der gerade zu Joesges wollte. Schließlich kommt Joesges hinzu, die beiden behaupten, alte Kneipenfreunde zu sein. Joesges bestreitet außerdem, intime Beziehungen zu Till unterhalten zu haben, verkehrt aber in Kosminskis Homosexuellen-Bar. Flemming lässt Gereon frei, ein Aids-Test der Leiche ergibt, dass Till HIV-positiv war.
Pia sucht Gereon im Atelier auf und will ein Geständnis von ihm erzwingen, doch Gereon vermutet, dass der Mörder eine von ihm angefertigte Maske benutzt haben muss. Spuren am Tatort bestätigen der Polizei, dass der Mörder tatsächlich die Maske trug. Zwar werden Fingerabdrücke von Joesges auf Gereons Maske gefunden, was dieser aber damit erklärt, dass er die Maske beim öffentlichen Rundgang in der Akademie am Abend zuvor angefasst habe. Die Beamten informieren Pia über Tills HIV-Infektion, diese reagiert geschockt, da sie mit Till ungeschützten Verkehr hatte und lässt sich ebenfalls testen.
Flemming sucht Kosminski auf, dieser gibt schließlich zu, mit Joesges ein Verhältnis gehabt zu haben, er verschweigt Flemming aber, dass er von Joesges’ Verhältnis zu Till wusste. Auf Flemmings Hinweis, dass Till HIV-positiv war, reagiert Kosminski schockiert. Flemmings Kollegin Koch erfährt indessen, dass Till von seiner HIV-Infektion durch einen Test wusste, bezüglich Joesges bekommt sie aus Datenschutzgründen keine Informationen. Des Weiteren ermittelt sie, dass Joesges' Konto hoffnungslos überzogen war. Wegen der luxuriösen Wohnungseinrichtung Tills gehen die Beamten davon aus, dass Till Joesges finanziell ausgenutzt hat.
Flemming vernimmt unterdessen Kosminski und lässt ihn für kurze Zeit mit Gereon, den er auch bestellt hat, alleine. Gereon erzählt Kosminski davon, dass er als Zeuge bezüglich Joesges aussagen soll, und gibt sich als homosexueller Bekannter Joesges’ aus, Kosminski wird hellhörig und glaubt, in Gereon einen weiteren Nebenbuhler zu haben. Er ist nunmehr bereit, mit den Beamten zusammenzuarbeiten und Joesges in eine Falle zu locken. Die beiden treffen sich, Joesges gesteht Kosminski gegenüber den Mord, er wurde von Till finanziell geschröpft, mit HIV infiziert und verlassen. Kosminski lässt währenddessen auf Flemmings Anweisung ein Tonband mitlaufen. Als die Beamten in die Wohnung kommen, erklärt Joesges Kosminski, dass Till sein einziger Liebhaber war und Flemming ihn bezüglich Gereon angelogen hat, Kosminski verhilft daraufhin Joesges zur Flucht. Die Beamten vermuten Joesges in der Kunstakademie und fahren dorthin, sie können Joesges im letzten Moment am Suizid hindern, Joesges gesteht schließlich den Beamten gegenüber den Mord an Till. Pia hat unterdessen erfahren, dass ihr HIV-Test negativ ausgefallen ist.

## Hintergrund
Gereon wird bei der Arbeit festgenommen. Gezeigt wird er beim Kellnern in der Altstadtkneipe „Pille“, Liefergasse 11. Es handelt sich um eine echte Gaststätte, die über viele Jahre an dieser Stelle existierte (2018: „Holy Craft“).
In der letzten Szene fahren die Kommissare aus der Altstadt Richtung Oberkasseler Brücke ab. Im Hintergrund ist dabei der Hintereingang der traditionellen Hausbrauerei „Im Füchschen“ zu sehen – damals noch mit traditionellem weiß-rotem Schriftzug. Kurz nach der Übernahme der Brauerei durch Peter König jr. 1995 wurde ein modernisiertes Design in Schwarz-Rot abgelöst, das heute auch an dieser Stelle zu sehen ist.
Wie häufig in den Tatorten aus Düsseldorf und Duisburg sind teilweise Polizeifahrzeuge in damals abweichender bayrischer Lackierung (grüne „Bauchbinde“) zu sehen, da zahlreiche Szenen in und um München gedreht wurden. Während in Fernsehproduktionen häufig erfundene Zeitungen verwendet werden, werden hier von den Darstellern echte Düsseldorfer Tageszeitungen „gelesen“, am Titelblatt erkennbar sind sowohl Express als auch Rheinische Post. Wie bei den Düsseldorfer Tatorten üblich diente nicht das echte Polizeipräsidium als Kulisse, die Szenen rund um die Akademie spielen hingegen an der tatsächlichen Kunstakademie Düsseldorf.

## Rezeption

### Einschaltquoten
Die Erstausstrahlung des Tatort Mord in der Akademie am 24. April 1994 wurde in Deutschland insgesamt von 10,70 Millionen Zuschauern gesehen und erreichte damit einen Marktanteil von 34,50 %.

### Kritiken
Die Kritiker der Fernsehzeitschrift TV Spielfilm beurteilen die Folge positiv und kommentieren: „Etwas unsensibel, aber spannend“